# Хорватська демократична співдружність Боснії і Герцеговини
Хорватська демократична співдружність Боснії і Герцеговини (хорв. Hrvatska demokratska zajednica Bosne i Hercegovine) — партія, що діє в Боснії і Герцеговині.

## Історія
Партію було засновано на з'їзді в Сараєві 18 серпня 1990 року. Первинно партія була пов'язана з Хорватською демократичною співдружністю в Хорватії.
На перших багатопартійних виборах 1990 року з 240 місць у Скупщині Боснії і Герцеговини ХДС здобула 44 місця. За часів Боснійської війни збройне крило партії — Хорватська рада оборони — брало активну участь у бойових діях. Члени партії також активно брали участь у становленні й діяльності Хорватської республіки Герцег-Босни. Згодом один із лідерів партії у 1990-их роках Даріо Кордич був засуджений Міжнародним трибуналом щодо колишньої Югославії на 25 років за скоєння воєнних злочинів.
Після підписання Дейтонської угоди партія стала найважливішою силою, що представляє етнічних хорватів Боснії і Герцеговини. Сучасна програма партії базується на принципах християнської демократії. Окрім того, лідер ХДС Драган Чович заявляв, що головною метою його партії є створення у складі Боснії і Герцеговини третьої, хорватської національно-адміністративної спільноти з центром у Мостарі. У 2006–2007 роках від ХДС відокремились дві інші партії — Хорватська демократична співдружність 1990 і Нова хорватська ініціатива.
На парламентських виборах 3 жовтня 2010 року партія здобула 114 428 голосів і 3 депутатських мандати в Палаті представників Парламентської Скупщини Боснії і Герцеговини — 112 067 (10,99 %) голосів у Федерації Боснії і Герцеговини й 2 361 (0,38 %) голосів і 0 мандатів у Республіці Сербській. На президентських виборах, що відбулись одночасно, представник партії Боряна Кришто посіла друге місце за хорватським списком, отримавши 109 714 (19,7 %) голосів. Партія також набрала 108 943 (10,64 %) голосів і 12 з 98 депутатських мандатів на виборах до парламенту Федерації Боснії і Герцеговини.